# Hubbard (Familienname)
Hubbard ist der Familienname folgender Personen:

### A
- Adolphus Hubbard (um 1785–1832), US-amerikanischer Politiker
- Al Hubbard (1901–1982), früher Fürsprecher des LSD als Stimulans zur Steigerung der Kreativität
- Alice Moore Hubbard (1861–1915), US-amerikanische Frauenrechtsaktivistin und Schriftstellerin
- Asahel W. Hubbard (1819–1879), US-amerikanischer Politiker

### B
- Barbara Marx Hubbard (1929–2019), US-amerikanische Futuristin, Autorin und Rednerin
- Bernard Hubbard (1888–1962), US-amerikanischer Naturforscher und Jesuit
- Bert Hubbard (* 1927), US-amerikanischer Choreograf, Aquatic Artist und Synchronschwimmer

### C
- Cal Hubbard (1900–1977), US-amerikanischer American-Football-Spieler und -Trainer
- Carroll Hubbard (1937–2022), US-amerikanischer Politiker
- Charles Edward Hubbard (1900–1980), britischer Botaniker
- Charles Hubbard (1849–1923), US-amerikanischer Bogenschütze
- Charlotte Moton Hubbard (1911–1994), US-amerikanische Regierungsbeamtin und Hochschullehrerin
- Chester D. Hubbard (1814–1891), US-amerikanischer Politiker

### D
- Dave Hubbard († 2016), US-amerikanischer Jazzmusiker
- David Hubbard (1792–1874), US-amerikanischer Politiker
- DeHart Hubbard (1903–1976), US-amerikanischer Weitspringer und Olympiasieger
- Demas Hubbard junior (1806–1873), US-amerikanischer Politiker
- Dominic Hubbard, 6. Baron Addington (* 1963), britischer Politiker (Liberal Democrats)

### E
- Elbert Hubbard (1856–1915), US-amerikanischer Schriftsteller und Essayist
- Elbert H. Hubbard (1849–1912), US-amerikanischer Politiker
- Elizabeth Hubbard (1933–2023), US-amerikanische Schauspielerin
- Enrique Hubbard Urrea (* 1945), mexikanischer Botschafter
- Erica Hubbard (* 1979), US-amerikanische Schauspielerin

### F
- Freddie Hubbard (1938–2008), US-amerikanischer Jazz-Trompeter

### G
- Gardiner Greene Hubbard (1822–1897), US-amerikanischer Unternehmer
- Glenn Hubbard (Baseballspieler) (* 1957), US-amerikanischer Baseballspieler
- Glenn Hubbard (Ökonom) (* 1958), US-amerikanischer Wirtschaftswissenschaftler, Hochschullehrer und Wirtschaftsmanager

### H
- Henry Hubbard (1784–1857), US-amerikanischer Politiker
- Howard James Hubbard (1938–2023), US-amerikanischer Geistlicher, Bischof von Albany

### J
- Jaime Hubbard (* 1968), US-amerikanische Schauspielerin und Psychotherapeutin
- James Hubbard (Ruderer) (1904–1991), US-amerikanischer Ruderer
- James Hubbard (Dartspieler) (* 1992), englischer Dartspieler
- Joe Hubbard (* 1955), britischer Jazz- und Rockbassist (Hubbards Cubbard)
- Joel Douglas Hubbard (1860–1919), US-amerikanischer Politiker
- John Hubbard (Politiker) (1794–1869), US-amerikanischer Politiker (Maine)
- John Hubbard (Schauspieler) (1914–1988), US-amerikanischer Schauspieler
- John Hubbard (Physiker) (1931–1980), US-amerikanischer Physiker
- John Hamal Hubbard (* 1945), US-amerikanischer Mathematiker
- John Henry Hubbard (1804–1872), US-amerikanischer Politiker
- John R. Hubbard (1918–2011), US-amerikanischer Hochschullehrer und Diplomat
- Johnny Hubbard (1930–2018), südafrikanischer Fußballspieler
- Jonathan Hatch Hubbard (1768–1849), US-amerikanischer Politiker
- Jordan K. Hubbard (* 1963), US-amerikanischer Informatiker
- Jordan Hubbard (Schauspieler), US-amerikanischer Schauspieler

### K
- Kendra Hubbard (* 1989), australische Leichtathletin
- Kin Hubbard (1868–1930), US-amerikanischer Journalist und Humorist

### L
- L. Ron Hubbard (1911–1986), US-amerikanischer Schriftsteller und Gründer von Scientology
- Laurel Hubbard (* 1978), neuseeländische Gewichtheberin.
- Levi Hubbard (1762–1836), US-amerikanischer Politiker
- Lucien Hubbard (1888–1971), US-amerikanischer Drehbuchautor, Filmproduzent und Filmregisseur
- Lucius Frederick Hubbard (1836–1913), US-amerikanischer Politiker

### M
- Margaret Hubbard (1924–2011), britische Klassische Philologin
- Marv Hubbard († 2015), US-amerikanischer American-Football-Spieler
- Mina Benson Hubbard (1870–1956), kanadische Forschungsreisende und Entdeckerin
- Miriam Hubbard Roelofs (1894–1985), US-amerikanische Frauenrechtsaktivistin

### N
- Nicolas Gustave Hubbard (1828–1888), französischer Nationalökonom und Historiker

### O
- Orangie Ray Hubbard (1933–2011), US-amerikanischer Country- und Rockabilly-Musiker

### P
- P. M. Hubbard (Philip Maitland Hubbard; 1910–1980), britischer Schriftsteller
- Phil Hubbard (Phillip Gregory Hubbard; * 1956), US-amerikanischer Basketballspieler und -trainer

### Q
- Quentin Hubbard (1954–1976), US-amerikanischer Sohn des Gründers von Scientology

### R
- Ray Wylie Hubbard (* 1946), US-amerikanischer Country-Musiker
- Richard B. Hubbard (1832–1901), US-amerikanischer Politiker und Diplomat
- Richard D. Hubbard (1818–1884), US-amerikanischer Politiker
- Rob Hubbard (* 1955), britischer Musiker und Spieleentwickler
- Rosealee Hubbard (* 1980), australische Bahnradsportlerin
- Ruth Hubbard (1924–2016), US-amerikanische Biologin

### S
- Sam Hubbard (* 1995), US-amerikanischer American-Football-Spieler
- Samuel D. Hubbard (1799–1855), US-amerikanischer Politiker
- Silas Hubbard Jr. († 2012), US-amerikanischer Bluesmusiker
- Stephen Hubbard (* 1951/1952), Amerikaner, unterrichtete Englisch in der Ukraine, seit 2022 verhaftet in Russland

### T
- Teresa Hubbard (* 1965), irisch-australische Künstlerin, siehe Teresa Hubbard und Alexander Birchler
- Thomas H. Hubbard (1781–1857), US-amerikanischer Politiker
- Thomas K. Hubbard (* 1956), US-amerikanischer Altphilologe und Hochschullehrer

### W
- William P. Hubbard (1843–1921), US-amerikanischer Politiker
- Winfield Hubbard (1893–1976), US-amerikanischer Techniker